# L'Écran (revue)
L'Écran est une revue de cinéma parue en 1962. 
Cette revue a été éditée par la Société Cinéma Studio 43 afin d'entretenir une relation entre la salle parisienne Studio 43 - classée Art et Essai - et son public.
Le comité de rédaction était composé de Jean Douchet, Louis Marcorelles et Albert Cervoni.
Un seul numéro de L'Écran a été publié en mai 1962. 